# 4112 Hrabal
4112 Hrabal è un asteroide della fascia principale del diametro medio di circa 48,6 km. Scoperto nel 1981, presenta un'orbita caratterizzata da un semiasse maggiore pari a 3,1177757 UA e da un'eccentricità di 0,0460878, inclinata di 16,61488° rispetto all'eclittica.